# Дархан-Уул
Да́рхан-Уул (ранее Дарханский аймак; монг. Дархан-Уул аймаг?, ᠳᠠᠷᠬᠠᠨ ᠠᠭᠤᠯᠠ ᠠᠶᠢᠮᠠᠭ?) — аймак в Монголии.

## Общие сведения
Площадь Дархан-Уула составляет 3 275 км². Численность населения — 90 642 человека (на конец 2010 год)а. Плотность населения — 27,68 чел./км². Административный центр аймака — город Дархан. Дархан-Уул подразделяется на 4 сомона.

## География и история
Дархан-Уул располагается в северной части Монголии и представляет собой анклав внутри территории аймака Сэлэнгэ.
Аймак был создан в 1994 году из города центрального подчинения Дархан, а также входивших прежде в аймак Сэлэнгэ шахтёрского города Шарынгол и 2 сельских сомонов. Центр аймака город Дархан был основан 17 октября 1961 года с целью создания второго по значению промышленного и культурного центра Монголии (после Улан-Батора) и снижения концентрации промышленных предприятий и учреждений в столице. В Дархан-Ууле от основной железнодорожной линии Трансмонгольской магистрали, идущей на Улан-Батор, отходит ветка на Эрдэнэт, а также к городу Шарынголу.

## Административное деление
| Сомон    | Адм. центр | Население, чел. (2002) | Население, чел. (2004) | Население, чел. (2006) | Население, чел. (2008) | Население, чел. (2009) | Площадь, км² | Плотность, чел./км² |
| -------- | ---------- | ---------------------- | ---------------------- | ---------------------- | ---------------------- | ---------------------- | ------------ | ------------------- |
| Дархан*  |            | 70 029                 | 74 275                 | 73 457                 | 75 104                 | 74 454                 | 103          | 722,85              |
| Хонгор   | Хонгор     | 5 628                  | 5 390                  | 5 404                  | 5 115                  | 5 603                  | 2 533        | 2,21                |
| Орхон    | Орхон      | 3 435                  | 2 913                  | 2 932                  | 3 076                  | 3 185                  | 478          | 6,66                |
| Шарынгол | Шарынгол   | 8 376                  | 7 848                  | 7 634                  | 7 798                  | 8 116                  | 160,6        | 50,54               |

* — Административный центр

## Известные уроженцы
- Цэгмидийн Намсрайжав (1927—1987)  — композитор. Народный артист Монголии. Лауреат Государственной премии Монголии.